# Lijst van schilderijen van Yuki Ogura
De volgende lijst bevat bekende werken van de Japanese nihonga schilderes Yuki Ogura.
| Jaar | Originele Titel                                                  | Titel Nederlands (letterlijk)                                          | Materiaal                                                            | Locatie                                    | Tentoongesteld                                           |
| ---- | ---------------------------------------------------------------- | ---------------------------------------------------------------------- | -------------------------------------------------------------------- | ------------------------------------------ | -------------------------------------------------------- |
| 1921 | 縮緬流水に躑躅花文様 描絵帯                                      | Chirimen stromend water en azalea bloemenpatroon, handgeschilderde obi | Crêpe, kleuren, verven, borduren 29,2 cm x 399,0 cm                  | Shiga Prefectuur Museum van Moderne Kunst  |                                                          |
| 1922 |                                                                  | Stilleven                                                              |                                                                      |                                            | 8ste Prototype Expositie                                 |
| 1924 | 窓辺 Madobe                                                      | Raam                                                                   | Gekleurde zijde 55,9 cm x 42,0 cm                                    | Shiga Prefectuur Museum van Moderne Kunst  |                                                          |
| 1926 | 童女入浴 下絵 Dojo Nyuyoku Shitae                                | Meisje aan het baden                                                   | Inkt op papier 100,6 cm x 69,0 cm 32,5 cm x 23,0 cm                  | Shiga Prefectuur Museum van Moderne Kunst  | 1ste Leather Heikai Expositie                            |
| 1926 | Kyuuri                                                           | Komkommers                                                             |                                                                      | Dit werk is verloren gegaan                | 13de Inten                                               |
| 1927 |                                                                  | Meisje schikt bloemen                                                  | Twee-paneels vouwscherm Gekleurd papier                              | Fukuda Kunst Museum                        |                                                          |
| 1928 | 首夏 Shuka                                                       | Zomer                                                                  | Gekleurde zijde 114,5 cm x 157,0 cm                                  | Shiga Prefectuur Museum van Moderne Kunst  | 15de Inten                                               |
| 1928 | 胡瓜 Kyuri                                                       | Komkommer                                                              | Gekleurde zijde 57,0 cm x 70,8 cm                                    | Shiga Prefectuur Museum van Moderne Kunst  |                                                          |
| 1929 | 故郷の人達 Kokyo no hitotachi                                    | Mensen uit de geboorteplaats                                           | Gekleurd papier 171,3 cm x 206,4 cm                                  | Shiga Prefectuur Museum van Moderne Kunst  |                                                          |
| 1930 | 山茶花 Sasanqua                                                  | Camellia                                                               | Gekleurde zijde 62,7 cm x 70,8 cm                                    | Shiga Prefectuur Museum van Moderne Kunst  |                                                          |
| 1930 | 百日草 Hyakunichisou                                             | Zinnia                                                                 | Gekleurde zijde 72,5 cm x 56,0 cm                                    | Shiga Prefectuur Museum van Moderne Kunst  |                                                          |
| 1930 | 蕪 Kabura                                                        | Raap                                                                   | Gekleurd papier 43,5 cm x 65,8 cm                                    | Shiga Prefectuur Museum van Moderne Kunst  |                                                          |
| 1931 | 童女 Dojo                                                        | Meisje                                                                 | Gekleurd papier 89,0 cm x 69,0 cm                                    | Shiga Prefectuur Museum van Moderne Kunst  |                                                          |
| 1934 | 母と子 Hahatoko                                                  | Moeder en kind                                                         | Gekleurde zijde 58,0 cm x 46,0 cm                                    | Shiga Prefectuur Museum van Moderne Kunst  | 46ste Japanse Kunstacademie voor Fijne Kunsten Expositie |
| 1935 | アネモネ                                                         | Anemoon                                                                | Gekleurd papier 58,5 cm x 80,5 cm                                    | Shiga Prefectuur Museum van Moderne Kunst  |                                                          |
| 1936 | 受洗を謳う Jusen wo Utau                                         | Het verkondigen van de doop                                            | Gekleurd papier 203,0 cm x 161,0 cm                                  | Shiga Prefectuur Museum van Moderne Kunst  | 23ste Inten                                              |
| 1938 | Yoku on’na sonoichi                                              | Badende vrouwen                                                        | Gekleurde zijde 209,0 cm × 174,5 cm                                  | Nationaal Museum voor Moderne Kunst, Tokio |                                                          |
| 1939 | Yoku on’na sono ni                                               | Na het baden                                                           | Gekleurde zijde 212,0 cm × 152,5 cm                                  | Nationaal Museum voor Moderne Kunst, Tokio |                                                          |
| 1941 | 観世音菩薩 大下絵 Kanzeon Bosatsu                                | Kannon Bodhisattva                                                     | Gekleurde zijde 170,5 cm x 133,5 cm                                  | Shiga Prefectuur Museum van Moderne Kunst  | 28ste Inten                                              |
| 1942 | 夏の客 Natsunokyaku                                              | Zomergasten                                                            | Gekleurde zijde 195,2 cm x 109,4 cm                                  | Shiga Prefectuur Museum van Moderne Kunst  | 29ste Inten                                              |
| 1942 | 春日 Haruhi                                                      | Kasuga                                                                 | Gekleurde zijde 56,0 cm x 70,0 cm                                    | Shiga Prefectuur Museum van Moderne Kunst  |                                                          |
| 1942 |                                                                  | Erwt                                                                   | Gekleurde zijde 58,5 cm × 72,0 cm                                    | Nationaal Museum voor Moderne Kunst, Tokio |                                                          |
| 1947 | 磨針峠                                                           | Mashin-pas                                                             | Gekleurd papier 168,0 cm x 176,0 cm                                  | Shiga Prefectuur Museum van Moderne Kunst  | 32ste Inten                                              |
| 1950 | 少将滋幹の母 Shigemoto no Haha                                   | Moeder van generaal-majoor Shigemoto                                   | Gekleurd papier                                                      | Shiga Prefectuur Museum van Moderne Kunst  |                                                          |
| 1950 | Harashi                                                          |                                                                        |                                                                      |                                            | 35ste Inten                                              |
| 1950 | Haruka                                                           |                                                                        |                                                                      |                                            | 35ste Inten                                              |
| 1950 | 花屑 Hanakuzu                                                    | Bloemblaadjes                                                          | Gekleurd papier 71,5 cm x 54,3 cm                                    | Shiga Prefectuur Museum van Moderne Kunst  |                                                          |
| 1951 | 娘 大下絵 Musume                                                 | Dochter                                                                | Gekleurd papier 137,0 cm x 109,7 cm                                  | Shiga Prefectuur Museum van Moderne Kunst  | 36ste Inten                                              |
| 1952 |                                                                  | Een mooie ochtend                                                      |                                                                      | Privé collectie                            |                                                          |
| 1953 | O-fujin Zazo                                                     | Portret van Mevr. O                                                    | Gekleurd papier 129,0 cm × 103,0 cm                                  | Nationaal Museum voor Moderne Kunst, Tokio | 38ste Inten                                              |
| 1953 | 宝珠 Houju                                                       | Juweel                                                                 | Inkt op papier 124,3 cm x 33,5 cm                                    | Shiga Prefectuur Museum van Moderne Kunst  |                                                          |
| 1954 |                                                                  | Naakte vrouw                                                           |                                                                      |                                            | 39ste Inten                                              |
| 1956 | Shojjo                                                           | Meisje                                                                 | Gekleurd papier 146,5 cm × 113,0 cm                                  | Nationaal Museum voor Moderne Kunst, Tokio | 41ste Inten                                              |
| 1956 | 佳器 Kaki                                                        | Goede uitrusting                                                       | Gekleurd papier 67,0 cm x 46,0 cm                                    | Shiga Prefectuur Museum van Moderne Kunst  |                                                          |
| 1958 | 家族達 Kazokutachi                                               | Familie                                                                | Gekleurd papier 204,0 cm x 153,6 cm                                  | Shiga Prefectuur Museum van Moderne Kunst  | 43ste Inten                                              |
| 1959 | 家族達 Kazokutachi                                               | Families                                                               | Gekleurd papier 125,8 cm x 190,2 cm                                  | Shiga Prefectuur Museum van Moderne Kunst  | 44ste Inten                                              |
| 1959 | 葡萄                                                             | Druiven                                                                | Gekleurd papier 61,5 cm x 45,7 cm                                    | Shiga Prefectuur Museum van Moderne Kunst  |                                                          |
| 1960 | 憩う Ikou                                                        | Rest                                                                   | Gekleurd papier 91,0 cm x 60,0 cm                                    | Shiga Prefectuur Museum van Moderne Kunst  |                                                          |
| 1960 | Kō-chan no kyūjitsu                                              | Miss Kosshiji Fubuki's vrije dag                                       | Gekleurd papier 93,0 cm × 163,0 cm                                   | Museum voor Hedendaagse Kunst, Tokio       |                                                          |
| 1962 | 画人像 Gajinzo                                                   | Portret van een kunstenaar                                             | Inkt op papier 103,5 cm x 76,0 cm                                    | Shiga Prefectuur Museum van Moderne Kunst  | 47ste Inten                                              |
| 1962 |                                                                  | Jong persoon                                                           |                                                                      |                                            | 47ste Inten                                              |
| 1963 | 少女 Shojo                                                       | Meisje                                                                 | Gekleurd papier 121,2 cm x 84,8 cm                                   | Shiga Prefectuur Museum van Moderne Kunst  | 48ste Inten                                              |
| 1963 | 盛られた花 Morareta Hana                                         | Bloemen opgestapeld                                                    | Gekleurd papier 37,7 cm x 52,8 cm                                    | Shiga Prefectuur Museum van Moderne Kunst  |                                                          |
| 1964 | 兄妹 Kyoudai                                                     | Broer en zus                                                           | Gekleurd papier 150,2 cm x 151,0 cm                                  | Shiga Prefectuur Museum van Moderne Kunst  | 49ste Inten                                              |
| 1965 | 月 Tsuki                                                         | Maan                                                                   | Hout 151,0 cm x 58,8 cm                                              | Shiga Prefectuur Museum van Moderne Kunst  | 50ste Inten                                              |
| 1966 | Komichi                                                          | Op een pad                                                             | Homogen/hout                                                         | Tokio Universiteit voor de Kunsten         | 51ste Inten                                              |
| 1967 |                                                                  | Bodhisattva                                                            |                                                                      |                                            | 52ste Inten                                              |
| 1968 | 観自在 Kanjizai                                                  | Vrij zicht                                                             | Gekleurd papier 196,0 cm x 123,0 cm                                  | Shiga Prefectuur Museum van Moderne Kunst  |                                                          |
| 1968 |                                                                  | Vrijheid van meningsuiting                                             |                                                                      |                                            | 53ste Inten                                              |
| 1969 | Maiko                                                            | Danseres                                                               | Olie op canvas                                                       |                                            |                                                          |
| 1970 | 姉妹 Anaimoto                                                    | Zusters                                                                | Gekleurd papier 139,0 cm x 144,0 cm                                  | Shiga Prefectuur Museum van Moderne Kunst  | 55ste Inten                                              |
| 1970 | 姉妹 下絵 Aneimoto Shitae                                        | Schets van zussen                                                      | Gekleurd papier 124,0 cm x 145,3 cm                                  | Shiga Prefectuur Museum van Moderne Kunst  |                                                          |
| 1970 | 細雪 挿絵 Sasame Yuki Sashie                                     | Illustraties van de Makioka zussen                                     | Gekleurd papier                                                      | Shiga Prefectuur Museum van Moderne Kunst  |                                                          |
| 1971 | 紅梅白壺 Koubaihakko                                             | Rode pruim en witte vaas                                               | Gekleurd papier 50,9 cm x 43,4 cm                                    | Shiga Prefectuur Museum van Moderne Kunst  |                                                          |
| 1974 | 聴く                                                             | Chrysanthemum                                                          | Gekleurd papier 145,0 cm x 113,2 cm                                  | Shiga Prefectuur Museum van Moderne Kunst  |                                                          |
| 1974 |                                                                  | Luister                                                                |                                                                      |                                            | 59ste Inten                                              |
| 1976 |                                                                  | Perzikbloesem in een fles                                              |                                                                      |                                            |                                                          |
| 1976 | 青巒 Seiran                                                      | Blauwe lantaarn                                                        | Gekleurd papier 165,0 cm x 92,0 cm                                   | Shiga Prefectuur Museum van Moderne Kunst  |                                                          |
| 1976 | Aomi                                                             | Blauw                                                                  |                                                                      |                                            | 61ste Inten                                              |
| 1977 | 雪 Yuki                                                          | Sneeuw                                                                 | Gekleurd papier 199,0 cm x 139,5 cm                                  | Shiga Prefectuur Museum van Moderne Kunst  | 62ste Inten                                              |
| 1978 | 或る御神像 Argosinso                                             | Een bepaald godenbeeld                                                 | Gekleurd papier 109,5 cm x 84,0 cm                                   | Shiga Prefectuur Museum van Moderne Kunst  |                                                          |
| 1978 | 芥子                                                             | Klaproos                                                               | Gekleurd papier 38,3 cm x 45,3 cm                                    | Shiga Prefectuur Museum van Moderne Kunst  |                                                          |
| 1978 | 桔梗                                                             | Chinese klokjesbloem                                                   | Gekleurd papier 19,2 cm x 44,3 cm                                    | Shiga Prefectuur Museum van Moderne Kunst  |                                                          |
| 1978 |                                                                  | Heilig portret                                                         |                                                                      |                                            | 63ste Inten                                              |
| 1979 | 菩薩 Bosatsu                                                     | Bodhisattva                                                            | Gekleurd papier 148,0 cm x 65,0 cm                                   | Shiga Prefectuur Museum van Moderne Kunst  | 64ste Inten                                              |
| 1980 |                                                                  | Joseonpot en rode pruimenbloesems                                      |                                                                      |                                            |                                                          |
| 1980 | 厨のもの (一) Kuryanomono (1)                                    | Keuken, fruit en groenten nr. 1                                        | Gekleurd papier 49,0 cm x 59,7 cm                                    | Shiga Prefectuur Museum van Moderne Kunst  | 65ste Inten                                              |
| 1980 | 厨のもの (二) Kuriya no mono (ni)                                | Keuken, fruit en groenten nr. 2                                        | Gekleurd papier 40,8 cm x 50,0 cm                                    | Shiga Prefectuur Museum van Moderne Kunst  | 65ste Inten                                              |
| 1980 | 厨のもの (三) Kuriya no mono (san)                               | Keuken, fruit en groenten nr. 3                                        | Gekleurd papier 37,0 cm x 45,0 cm                                    | Shiga Prefectuur Museum van Moderne Kunst  | 65ste Inten                                              |
| 1981 | あざみ Azami                                                     | Distel                                                                 | Goudkleurig papier 24,0 cm x 33,2 cm                                 | Shiga Prefectuur Museum van Moderne Kunst  |                                                          |
| 1981 |                                                                  | Keizerin Jito                                                          |                                                                      |                                            | Tentoonstelling Yakushi-ji tempel                        |
| 1982 |                                                                  | Prins Otsu                                                             |                                                                      |                                            | Tentoonstelling Yakushi-ji tempel                        |
| 1983 |                                                                  | Keizer Tenmu                                                           |                                                                      |                                            | Tentoonstelling Yakushi-ji tempel                        |
| 1984 | うす霜 Usushimo                                                  | Lichte vorst                                                           | Gekleurd papier 59,5 cm x 89,5 cm                                    | Shiga Prefectuur Museum van Moderne Kunst  | 69ste Inten                                              |
| 1985 | 花三題 Hanasandai                                                | Drie bloemen                                                           | Goudkleurig papier Midden 65,0 cm x 53,0 cm Zijden 51,0 cm x 42,0 cm | Shiga Prefectuur Museum van Moderne Kunst  | 70ste Inten                                              |
| 1986 | 花と果物 Hana Tokudamono                                         | Bloemen en fruit                                                       | Gekleurd papier Midden 54,1 cm x 45,6 cm Zijden 44,6 cm x 54,6 cm    | Shiga Prefectuur Museum van Moderne Kunst  | 71ste Inten                                              |
| 1986 | 花菖蒲 Hanashoubu                                                | Iris                                                                   | Gekleurd papier 42,2 cm x 51,3 cm                                    | Shiga Prefectuur Museum van Moderne Kunst  |                                                          |
| 1988 |                                                                  | Shiso-bloemen                                                          |                                                                      |                                            |                                                          |
| 1988 |                                                                  | Beginnende bloei                                                       |                                                                      |                                            |                                                          |
| 1988 | 古陶磁と青柿・白桃・マンゴーなど Kotoujito Aogaki, Hakuto, Mango | Antiek aardewerk, groene kaki's, witte perziken, mango's, etc.         | Gekleurd papier 50,5 cm x 41,5 cm                                    | Shiga Prefectuur Museum van Moderne Kunst  | 73ste Inten                                              |
| 1989 | 紅白紫黄                                                         | Rood, wit, paars, geel                                                 | Gekleurd papier 46,0 cm x 55,0 cm                                    | Shiga Prefectuur Museum van Moderne Kunst  | 74ste Inten                                              |
| 1990 |                                                                  | Ko-kutani en mangos                                                    |                                                                      |                                            |                                                          |
| 1990 |                                                                  | Denk aan de oude meester                                               |                                                                      |                                            |                                                          |
| 1990 |                                                                  | Ko-kutani kom en druiven                                               |                                                                      |                                            |                                                          |
| 1990 | 半夏生 Hangeshou                                                 | Midzomer                                                               | Gekleurd papier 42,0 cm x 51,0 cm                                    | Shiga Prefectuur Museum van Moderne Kunst  |                                                          |
| 1992 |                                                                  | Oud aardewerk en groene kaki's                                         |                                                                      |                                            |                                                          |
| 1994 |                                                                  | Dagbloem                                                               |                                                                      |                                            |                                                          |
| 1996 |                                                                  | Hagedisstaart                                                          |                                                                      |                                            |                                                          |
| 1997 |                                                                  | Wit porselein en rode pruimenbloesem                                   |                                                                      |                                            | 82ste Inten                                              |
| 1998 | Tsubaki Sandai                                                   | Camelia drie generaties                                                |                                                                      |                                            | 83ste Inten                                              |
| 1999 | 白桃 Hakuto                                                      | Witte perzik                                                           | Gekleurd papier 45,4 cm x 53,0 cm                                    | Shiga Prefectuur Museum van Moderne Kunst  |                                                          |
| 1999 | 盛花 Seika                                                       | Bloemstuk                                                              | Gekleurd papier 53,0 cm x 72,0 cm                                    | Shiga Prefectuur Museum van Moderne Kunst  |                                                          |
| 2000 |                                                                  | Bloemen geschikt in een vaas                                           |                                                                      |                                            | 85ste Inten                                              |
| 2001 |                                                                  | Mangos                                                                 |                                                                      |                                            |                                                          |
| 2005 |                                                                  | Zomergras                                                              |                                                                      |                                            |                                                          |
| 2005 |                                                                  | Lente is gearriveerd                                                   |                                                                      |                                            |                                                          |
|      | Ranman                                                           | Volle bloei                                                            |                                                                      |                                            |                                                          |
|      | Aka Fuji                                                         | Rode Fuji                                                              |                                                                      |                                            |                                                          |
|      | ゼラニウム Shokannado                                            | Geranium                                                               | Gekleurde zijde 56,0 cm x 40,7 cm                                    | Shiga Prefectuur Museum van Moderne Kunst  |                                                          |